# Нова Ломниця
Нова Ломниця (пол. Nowa Łomnica, нім. Neulomnitz) — село в Польщі, у гміні Бистшиця-Клодзька Клодзького повіту Нижньосілезького воєводства.
Населення — 108 осіб (2011).
У 1975-1998 роках село належало до Валбжиського воєводства.

## Демографія
Демографічна структура станом на 31 березня 2011 року:
|          | Загалом | Допрацездатний вік | Працездатний вік | Постпрацездатний вік |
| -------- | ------- | ------------------ | ---------------- | -------------------- |
| Чоловіки | 59      | 7                  | 46               | 6                    |
| Жінки    | 49      | 13                 | 30               | 6                    |
| Разом    | 108     | 20                 | 76               | 12                   |